# Roel Reiné
Roel Reiné (* 1969 in Eindhoven) ist ein niederländischer Filmregisseur, der auch als Drehbuchautor, Filmproduzent und Kameramann aktiv ist.

## Leben und Wirken
Seine Karriere im Filmgeschäft begann Reiné in den frühen 1990er Jahren im niederländischen Fernsehen. Dort inszenierte er Episoden verschiedener Fernsehserien und trat als Drehbuchautor und Editor in Erscheinung.
1999 inszenierte er die Krimikomödie The Delivery, die 2001 bei den DVD Exclusive Awards mit zwei Auszeichnungen geehrt wurde. Reiné selbst wurde 1999 mit dem Goldenen Kalb in der Kategorie Beste Regie ausgezeichnet. 2002 war er als Produzent an dem Film Swingers – Ein unmoralisches Wochenende beteiligt.
In den 2000er Jahren orientierte sich Reiné zunehmend in die Richtung der US-amerikanischen Filmwirtschaft. Dort inszenierte er vor allem Direct-to-DVD-Produktionen. Häufig ist er als Kameramann seiner eigenen Produktionen aktiv. Radu Ion ist seit Jahren für den Schnitt seiner Filme verantwortlich.

## Filmografie (Auswahl)
Als Regisseur
- 1999: The Delivery
- 2008: Deathly Weapon (Pistol Whipped)
- 2008: Drifter – Tödliches Treffen (Drifter)
- 2008: Dead Water – An Bord lauert der Tod (Deadwater)
- 2009: Lost Island – Von der Evolution vergessen (The Lost Tribe)
- 2009: The Marine 2
- 2010: Death Race 2
- 2012: Scorpion King 3 – Kampf um den Thron (The Scorpion King 3: Battle for Redemption)
- 2012: Death Race: Inferno (Death Race 3: Inferno)
- 2013: Dead in Tombstone
- 2015: Der Admiral – Kampf um Europa (Michiel de Ruyter)
- 2015: The Man with the Iron Fists 2
- 2015: The Condemned 2
- 2016: Hard Target 2
- 2017: Blood Drive (Fernsehserie)
- 2017: Dead in Tombstone 2 (Dead Again in Tombstone)
- 2018: Pfad des Kriegers (Redbad)
- 2019: Capsized: Blood in the Water
- 2022: Fistful of Vengeance
- 2022: Halo (Fernsehserie, 2 Folgen)

Als Kameramann
- 1999: The Delivery
- 2007: Brutal – Ein erbarmungsloser Slasher! (Brutal)
- 2008: Drifter – Tödliches Treffen (Drifter)
- 2008: Dead Water – An Bord lauert der Tod (Deadwater)
- 2009: Lost Island – Von der Evolution vergessen (The Lost Tribe)
- 2010: Death Race 2
- 2012: Scorpion King 3 – Kampf um den Thron (The Scorpion King 3: Battle for Redemption)
- 2015: Der Admiral – Kampf Um Europa (Michiel de Ruyter)
- 2015: The Condemned 2
- 2016: Hard Target 2
- 2017: Dead in Tombstone 2 (Dead Again in Tombstone)
- 2022: Fistful of Vengeance